# Ahome
Ahome és un municipi de l'estat de Sinaloa. Los Mochis és el cap de municipi i principal centre de població d'aquesta municipalitat. Aquest municipi és a la part nord de l'estat de Sinaloa. Limita al nord amb l'estat de Sonora, al sud amb Guasave, a l'oest amb Oceà Pacífic i a l'est amb El Fuerte.